# Gęsiki
Gęsiki ([gɛ̃ˈɕikʲi], deutsch Meistersfelde) ist ein Dorf in Polen in der Woiwodschaft Ermland-Masuren und gehört zur Gmina Barciany (Barten) im Powiat Kętrzyński (Kreis Rastenburg).

## Geographische Lage
Das Dorf liegt im Norden Polens, etwa zehn Kilometer südlich der Grenze zur Oblast Kaliningrad. Bis zur Kreisstadt Kętrzyn (deutsch Rastenburg) sind es 18 Kilometer in südlicher Richtung. Zum Dorf gehören die beiden Weiler Gęsiniec Wielki und Gościeradowo (Friedenau). Westlich des Dorfes liegt der Jezioro Gęsiniec Wielki Gęś (Die große Gans), nördlich der Jezioro Gęsiniec Mały Gąska (Die kleine Gans), beides Moorseen.

## Geschichte

### Ortsgeschichte
Das Gebiet war vermutlich schon in der vorrömischen Eisenzeit von ca. 450 bis 250 v. Chr. von der Bogaczewo-Kultur besiedelt, wie sich anhand eines dort gefundenen Pferdegrabes nachweisen lässt. In einem Gräberfeld fanden sich auch Spuren von Schulterriemen, die auf eine Besiedelung während der Samländisch-natangischen Kultur im 1. bis 6. Jahrhundert n. Chr. schließen lässt.
1353 wurde das Gut nach Kulmer Recht angelegt, als der Komtur Erwin von Stockheim 32 Włóka Land Heynman Schmied übertrug. Das Land war für zehn Jahre von der Zahlung jeglicher Lasten befreit.
Im Jahre 1874 wurde Meistersfelde in den Amtsbezirk Skandlack (polnisch Skandławki) im Kreis Rastenburg im Regierungsbezirk Königsberg in der preußischen Provinz Ostpreußen eingegliedert. 1929 wurde der Amtsbezirk Skandlack in „Amtsbezirk Sausgörken“ umbenannt.
Nach dem Zweiten Weltkrieg wurde das Dorf Teil Polens.
1973 wurde es ein Schulzenamt, dem zwei Dörfer zugeordnet wurden.
Darauf wurde es 1975 der neu gebildeten Woiwodschaft Olsztyn zugeordnet. Mit deren Auflösung war das Dorf ab 1999 Teil der Woiwodschaft Ermland-Masuren.

### Einwohnerzahlen
| Jahr          | 1817 | 1939 | 1970 | 2010 |
| Einwohnerzahl | 151  | 312  | 174  | 120  |

## Politik
Dorfvorsteher (Sołtys) ist Julian Skonieczka (2006). Zum Schulzenamt gehören neben dem Dorf Gęsiki selber die Dörfer Gęsiniec Wielki und Główczyno (Egloffstein).

## Kirche
Bis 1945 war Meistersfelde in die evangelische Kirche Barten in der Kirchenprovinz Ostpreußen der Kirche der Altpreußischen Union sowie in die römisch-katholische Kirche in Rastenburg im damaligen Bistum Ermland eingepfarrt.
Heute gehört Gęsiki zur römisch-katholischen Pfarrei Barciany im jetzigen Erzbistum Ermland. Barciany ist auch der Kirchort der evangelischen Einwohner, der der Johanneskirche in Kętrzyn als Pfarrei in der Diözese Masuren der Evangelisch-Augsburgischen Kirche in Polen zugeordnet ist.

## Schule
1808 bestand in Meistersfelde eine Schule, die von 20 Kindern besucht wurde, 1827 waren es 27 Kinder.

## Verkehr

### Straße
Etwa 1,5 Kilometer südlich des Ortes verläuft die Woiwodschaftsstraße 650 von Węgorzewo (Angerburg), die in die Woiwodschaftsstraße 590 mündet, welche nach Korsze (Korschen) führt. Von Gęsiki kann diese über eine Nebenstraße erreicht werden.

### Schiene
Gęsiki verfügt über keinen Bahnschluss. Bis 1945 war Meistersfelde Bahnstation an der Bahnstrecke Barten–Gerdauen der Rastenburger Kleinbahnen, die jedoch nach 1945 nicht wieder aktiviert worden ist.

### Luft
Der nächste internationale Flughafen in Polen ist der Lech-Wałęsa-Flughafen Danzig in etwa 200 Kilometern Entfernung. Geographisch näher liegt der Flughafen Kaliningrad etwa 70 Kilometer nördlich, in der russischen Oblast Kaliningrad.